# Orcs Must Die!
Orcs Must Die! é um jogo eletrônico de tower defense desenvolvido pela Robot Entertainment. É um jogo de tower defense que evitou usar perspectiva top-down que muitos jogos do gênero utilizam, em vez disso, possuindo um ponto-de-vista em terceira-pessoa orientado a ação. Após ser demonstrado na Penny Arcade Expo East de 2011, o jogo foi lançado via Xbox Live Arcade em 5 de outubro de 2011, e para Windows em 12 de outubro do mesmo ano.

## Jogabilidade
No começo de cada fase de Orcs Must Die!, o jogador tem a chance de se preparar contra a horda de orcs que irão aparecer (esta chance é retirada na dificuldade mais alta). O objetivo do jogo é impedir que a horda alcance o seu objetivo final, conhecido como Rift (em português, "Fenda"); se um número pré-definido de orcs alcance o objetivo ou se o jogador morrer muitas vezes, o jogador falha na fase e deve recomeçar. Jogadores recebem um período de dez segundos entre cada onda de orcs, e nas últimas ondas de fases mais difíceis, o intervalo é trocado pela chance inicial da fase, onde o jogador que define quando está pronto e quando começar a onda.
À disposição do personagem do jogador estão armas mágicas, feitiços e armadilhas que podem ser aperfeiçoadas por meio de "Skulls", um tipo de moeda, que são recompensados de acordo com a performance do jogador em cada fase. Além disto, o jogador é curado ao coletar poções de vida que alguns orcs deixam para trás, ao encostrar em algum Rift da fase (e também ter sua barra de magia), ao ficar do lado de Guardians aperfeiçoados, ou ao sobreviver até um ponto de intervalo.

## Enredo
A história é focada na "Order" (Ordem), uma facção de magos e guerreiros de elite que protegem os "Rifts", aberturas mágicas entre o mundo humano e o "Dead World ("Mundo Morto") que servem de fonte de poder mágico para ambos os mundos. Usando este poder, a Order é capaz de manter um mundo perfeito para a humanidade por meio de uso de magia para manipular a natureza. Para proteger o mundo humano, eles construíram fortalezas mágicas pelo Dead World para defender os Rifts, em particular contra a facção inimiga conhecida com "The Mob" - uma horda bruta de criaturas como Orcs, Ogros e Gnolls que, mesmo não sábios, apresentam ser uma grande ameaça ao mundo humano devido ao seu número elevado de soldados.
Após um ataque surpresa do Mob, o personagem do jogador, conhecido somente como "The Apprentice" (O Aprendiz), descobre ser o único membro vivo da Order, com o dever de proteger os Rifts contra o Mob que aparenta ter repentinamente obtido um surto em ambos força e inteligência. Então, ele defende as Rifts uma fortaleza de cada vez (muito pelo espanto de seu mestre, que narra o enredo). O Apprentice eventualmente descobre que o Mob tinha sido fortalecido pela Sorceress, uma ex-estudante da Order que, apesar de demonstrar grande potencial em ajudar a defender a humanidade, escolheu almejar poder para ela mesma e usou suas magias para assumir o controle do Mob.
Após diversos ataques a diferentes fortalezas, o Apprentice eventualmente escolhe garantir a segurança do mundo humano e decide fechar todos os Rifts de uma vez, para sempre, por meio de um simples feitiço. Embora isto signifique que o Mob nunca mais poderá alcançar o mundo humano, também significa que a humanidade não é mais capaz de usar magia para se sustentar, e o mundo inteiro, que se tornou dependente de magia, começa a se deteriorar. No Dead World, a Sorceress se encontra sem poderes já que nenhum Rift pode lhe fornecer o poder necessário, e então fica à mercê do Mob, que foi reduzido ao seu estado original.

## Sequência
Orcs Must Die! 2 foi anunciado pela Robot Entertainment em 2 de abril de 2012 e lançado em 30 de julho no mesmo ano. A sequência inclui modo de coop entre dois jogadores com a introdução de um novo personagem jogável, a Sorceress.